# 황학터널
황학터널(黃鶴터널)은 황악산을 관통하는 경부고속선의 철도 터널이다. 충청북도 영동군 상촌면과 경상북도 김천시 봉산면을 연결한다. 길이는 9,970m이며 경부고속철도 개통 당시 한국에서 가장 긴 터널이었다.
황학터널 내에는 '황학사갱'이 존재한다.

## 사고
- 2011년 7월 17일 - 서울로 향하던 KTX가 고장으로 인해 운행이 지연되었다. 황학터널 내에서 KTX #120 열차가 멈춰서는 사고가 발생하였다.[2]